# Eduardo Cuervo
Eduardo Cuervo (Guadalajara, Jalisco, México, 2 de agosto de 1977) es un actor mexicano. Conocido por su participación en varias telenovelas producidas por Televisa, como Abrázame muy fuerte, Amigas y rivales, y Mujer de madera.

## Biografía
Eduardo Cuervo nació el 2 de agosto de 1977 en la ciudad de Guadalajara, Jalisco, México

## Carrera
En 2006, comenzó a trabajar en series producidas por Telemundo como Tierra de pasiones, rodada en Miami, Florida, y en 2007 formó parte del joven elenco de los próximos Pecados ajenos de Telemundo.

## Vida privada
Su padre es José y su madre Teresa, tiene un hermano mayor y una hermana menor: José y Teresa.

## Filmografía

### Películas
| Año  | Título | Papel   | Notas                    |
| ---- | ------ | ------- | ------------------------ |
| 2016 | Baila! | Armando | Película para televisión |

### Telenovelas
| Año       | Título                  | Papel                   | Notas         |
| --------- | ----------------------- | ----------------------- | ------------- |
| 2012      | Un refugio para el amor | Polo                    | 51 episodios  |
| 2007-2008 | Pecados ajenos          | Ricardo 'Ricky' Larios  | 118 episodios |
| 2006      | Tierra de pasiones      | Mauricio 'Mauro' López  | 1 episodio    |
| 2005      | Pablo y Andrea          | Luigui                  |               |
| 2005      | Rebelde                 | Allan                   |               |
| 2004      | Mujer de madera         | Horacio                 | 2 episodios   |
| 2002–2003 | Las vías del amor       | Pedro Betanzos Martínez |               |
| 2001      | Amigas y rivales        | Óscar                   |               |
| 2000      | Abrázame muy fuerte     | Jorge                   |               |
| 1997      | Salud, dinero y amor    | Daniel                  | Debut         |

### Series de televisión
| Año       | Título                       | Papel       | Notas                                      |
| --------- | ---------------------------- | ----------- | ------------------------------------------ |
| 2016      | Como dice el dicho           | Esteban     | Episodio: A fácil perdón, frecuente ladrón |
| 2010      | Amores de luna               | Max Romero  |                                            |
| 2009      | Los simuladores              |             |                                            |
| 2008      | Todo incluido                | Héctor      | Versión All exclusive                      |
| 2003–2007 | Mujer, casos de la vida real | Varios      | 6 episodios                                |
| 2003      | La Familia P. Luche          | Federiquito | Episodio: El embarazo de Federica          |